# Cerkiew Narodzenia Matki Bożej w Moskwie (rejon Twerski)
Cerkiew Narodzenia Matki Bożej – prawosławna cerkiew w Moskwie. 

## Historia
Pierwsza cerkiew na tym miejscu została wzniesiona z drewna przed 1625. W 1648 świątynię zniszczył pożar. W latach 1649–1652 z fundacji cara Aleksego I Romanowa na jej miejscu powstała nowa parafialna cerkiew, tym razem murowana. Została ona wzniesiona w typowym stylu ruskim połowy XVII w. i była ostatnią świątynią w Rosji zbudowaną w tym stuleciu krytą dachem namiotowym; rok po ukończeniu prac budowlanych patriarcha moskiewski i całej Rusi Nikon zabronił wznoszenia tego typu konstrukcji. 
W XIX w. cerkiew była remontowana. Bezpośrednio po rewolucji październikowej świątynia nie została zamknięta, działała do 1938. W latach 30. XX wieku przy cerkwi żyli mnisi zlikwidowanego Monasteru Wysoko-Pietrowskiego. W 1932 proboszcz miejscowej parafii, biskup siergijewski Bartłomiej, w tajemnicy przeszedł na katolicyzm w obrządku bizantyjsko-rosyjskim.
Następnie obiekt został zaadaptowany na cele świeckie, był m.in. salą prób teatralnych. Z czasem stan techniczny świątyni stawał się coraz gorszy. W latach 1959–1960 architekt Swiesznikow przeprowadził gruntowną restaurację zniszczonej cerkwi, przywracając jej pierwotny wygląd z XVII w..
W 1990 obiekt został zwrócony Rosyjskiemu Kościołowi Prawosławnemu, w roku następnym po raz pierwszy od czasu zamknięcia została w nim odprawiona Święta Liturgia. 

## Architektura

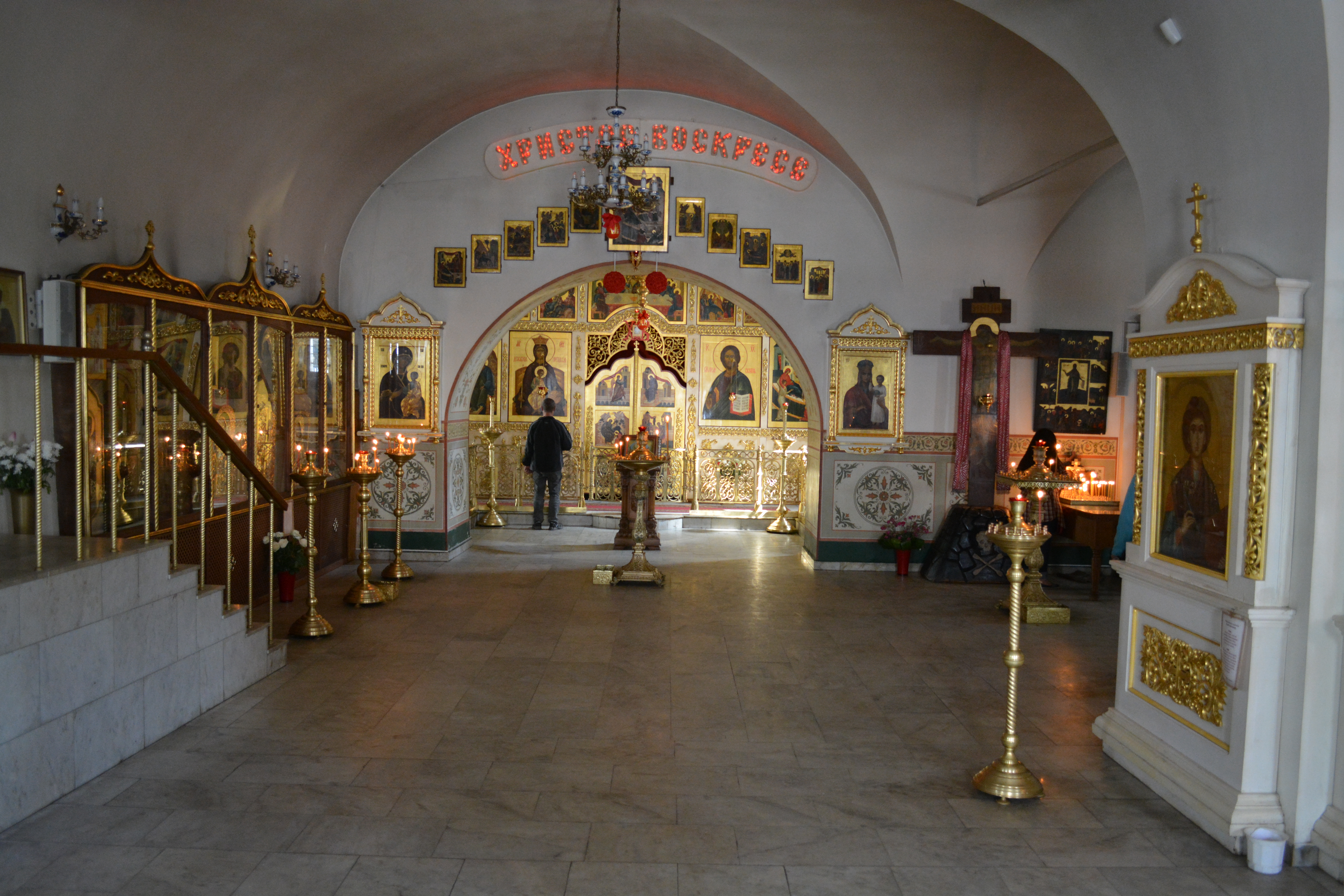
Ikonostas

Cerkiew została wzniesiona na planie czworoboku i nakryta trzema dachami namiotowymi, ustawionymi w rzędzie. Dach namiotowy kryje również ośmioboczną dzwonnicę, usytuowaną między główną bryłą cerkwi a jednym z dobudowanych później bocznych ołtarzy. W budynku funkcjonują cztery ołtarze: główny Narodzenia Matki Bożej i boczne Ikony Matki Bożej „Krzew Gorejący”, św. Teodora Tyrona oraz św. Mikołaja. Ołtarz Ikony Matki Bożej „Krzew Gorejący” został zbudowany na prośbę patriarchy jerozolimskiego Paisjusza, przebywającego w 1649 r. w Moskwie. W 1864 dobudowano zachodnie wejście do świątyni.